# カムイサウルス
カムイサウルス（学名：Kamuysaurus）は、日本の北海道むかわ町穂別地区の後期白亜紀のかつては海であった地層で発見されたハドロサウルス科ハドロサウルス亜科エドモントサウルス族の恐竜の属である。発掘された化石自体は「むかわ竜」（むかわりゅう）の名で親しまれていた。

## 研究史

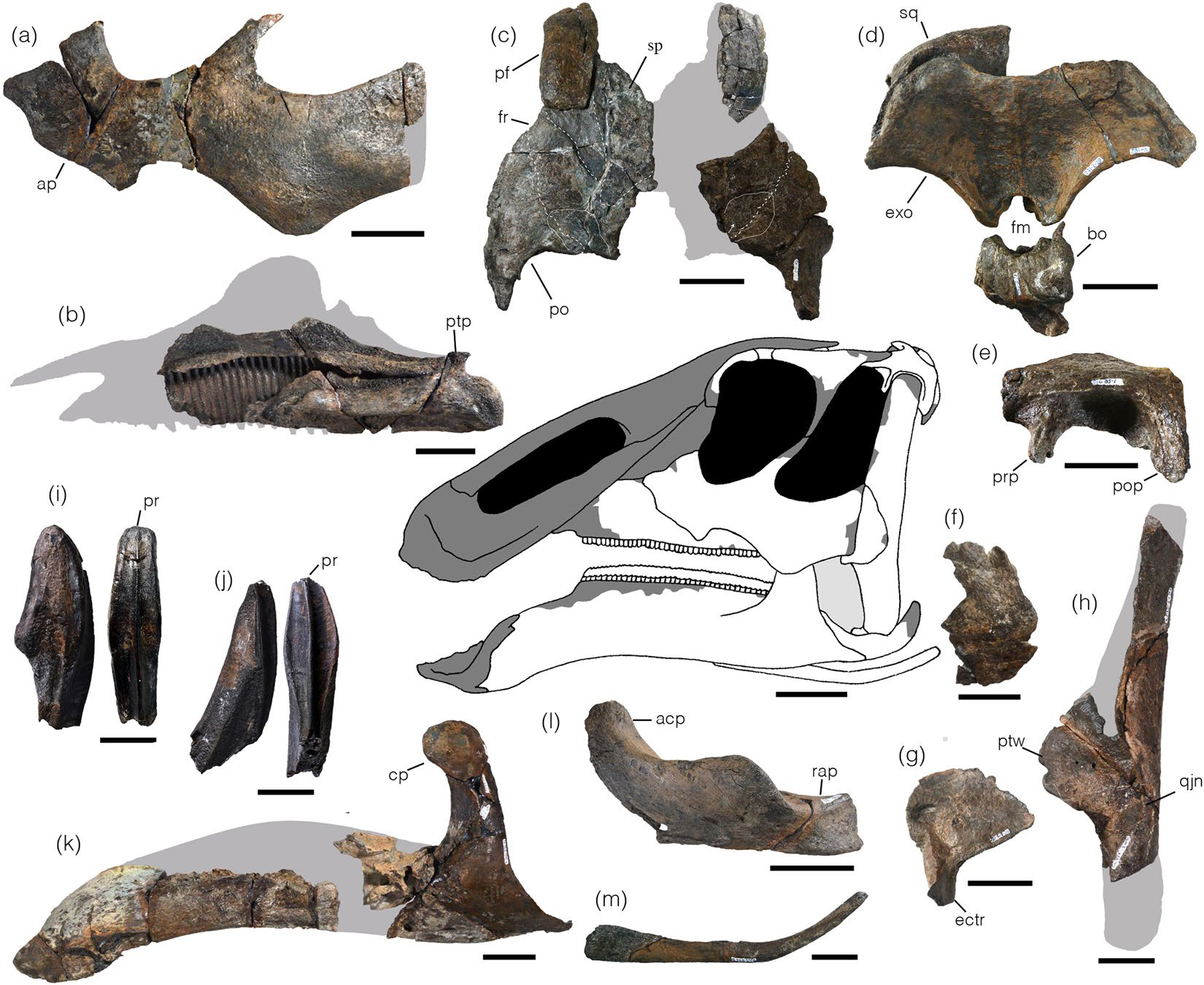
カムイサウルスの既知されている頭蓋骨の部分

### 発見
むかわ竜の化石は、穂別町（当時）在住の堀田良幸によって2003年4月9日に発見された。堀田は、地元では化石愛好家として知られ、年に数十回の化石採集を趣味としていた。堀田が散歩の一環で沢沿いを歩いていた時、崖の上に化石のようなものを見つけた。この沢はアンモナイトなどが発掘されることで知られており、堀田自身は当初は大きなワニのものだろうと思っていた。堀田の狙う化石が脊椎動物ではなくアンモナイトであったことと、若干変わった化石であったことから、堀田は穂別博物館の櫻井和彦館長に連絡して見つけた化石を博物館に寄贈した。

### 同定
現場を見た櫻井は、周囲に似たような化石が複数あることを確認したが、地層が海成層であったことと、化石を覆う団塊が6つに割れた面からしか形状を確認できなかったことから、発掘した化石を首長竜の尾椎骨と誤認した。首長竜の標本は博物館に大量に収蔵されていたことから、余分な岩石や泥を取り除くクリーニング作業は後回しにされ、収蔵庫に仕舞ってしまった。この化石は、結局7年もの間収蔵庫に仕舞われたままであった。
状況が一変するのは、東京学芸大学所属の佐藤たまき准教授が、この化石のクリーニング作業を行ってからであった。佐藤は首長竜の専門家で、恐竜に比べると人気が乏しく収蔵庫に死蔵している可能性の高い首長竜の化石を求めて全国の博物館を回っていた。2010年に十数年ぶりの穂別博物館を訪れた佐藤は、それまでの期間に所蔵された全首長竜化石資料の予察的調査を行った。その中の一つには堀田氏と櫻井館長が発掘した化石が含まれており、佐藤の目からはクリーニング前の外見は「珍しい種類の首長竜」に見えるものであった。実際にクリーニングをしてみると、この化石は首長竜ではなく恐竜の骨の特徴を持つことが判明し、佐藤は2011年8月にこの化石が恐竜の化石である可能性を指摘した。
櫻井はその指摘を受け、9月6日に北海道大学総合博物館の小林快次准教授に鑑定を依頼した。送付の写真を見た小林は一目で恐竜化石と判断し、化石の現物を見て恐竜のものであると断言した。このとき小林は団塊に覆われていない他の骨もあると考えた。さらに発掘された地層は当時波の影響を受けないほど水深の深い場所であったこともあり、全身骨格が埋蔵している可能性が高いとすら考えられた。実際に2012年5月には尻尾の続きが化石として残存していることが確認された。また、2011年11月頃には小林はこの恐竜がハドロサウルス科であると同定していたが、2003年発掘の化石に確認されている椎体の後方の関節面の背面側に存在する突起が他のハドロサウルス科恐竜と比べて顕著であったことから、新種の可能性も考えられた。

### 発掘
小林に説得されたむかわ町は総額6000万円の予算を付けて3年計画の本格的な発掘事業を開始した。発掘作業は第1次（2013年9月から同年10月）と第2次（2014年9月）に分けられ、小林を筆頭に、北海道大学の学生と北海道大学総合博物館のボランティアら、穂別博物館の学芸員ら等によって行われた。第1次発掘では、1.2メートルの右大腿骨を含む、後肢と尾椎骨の大部分が、第2次発掘では頭骨の一部や100本の歯が発掘された。この2回の発掘で掘り出された岩石付きの化石は重量6トンにも及んだ。
地層が脆弱であったことや垂直に近い崖が存在したことから、発掘は困難であった。化石から遠い部分の崖は重機で削り取られ、化石に近づくにつれて削岩機、ハンマーとタガネ、アイスピック、デンタルピックと次々に小型の道具が使用された。大きな溝に作業者が入り込んで発掘する形となり、足元に蓄積する土砂の除去作業や脆い化石の石膏による保護作業が発生したことも手伝い、発掘作業は順調には進行しなかった。また、崖の地表近くは風化して化石と同様の茶色を呈しており、地層と化石の区別が困難であった。ただし第2次発掘では事前工事で崖が下がって作業スペースが広がり投入できる人員が増えたこと、より巨大な石膏ジャケットを製作できるようになったこと、地層が風化していない暗灰色を示し化石との区別が容易になったことなどから、発掘作業の効率が向上した。第2次発掘は開始から2週間で骨化石の産出が激減し、3年間の計画が2年でほぼ完了した。
2014年10月には全身のほとんどを採集した可能性が高いと報じられ、2015年と2016年に博物館スタッフのみで行われたそれぞれ10日間の補足発掘でも恐竜化石は数点しか得られなかった。

### クリーニング
それまで博物館には化石クリーニングの担当者は学芸補助員が1名いるのみであったが、クリーニングを早急に完了するため徐々にボランティアを含め人員と道具を増やしつつ作業が行われた。北海道大学総合博物館化石ボランティアと有限会社ゴビサポートジャパンにも一部作業が委託された。博物館での作業では、大部分の骨にエアーチゼルが、歯化石にはデザインナイフが使用された。堆積物との剥離が良くない部分には蟻酸を使用して周囲の団塊を溶解させる手法が採用された。
2017年には一部の化石のクリーニング作業が完了し、その結果、この化石群が全身骨格であることが判明した。日本で恐竜の全身骨格化石が発掘されたのは、かつて日本領であった樺太（サハリン）で発掘されたニッポノサウルスを含めれば、福井県勝山市で発掘されたフクイベナートルと合わせて3例目、前者を含めなければ2例目となる。また、かつて海であった地層から発掘されたハドロサウルス科の全身骨格化石としても世界で3例目という稀な例となった。
2018年3月には、ほぼすべての化石のクリーニング作業が完了し、その結果、この化石が骨の個数を分母にすると60%、総体積を分母にすると80%にも及ぶ完成度のきわめて高い全身骨格化石であることが分かった。頭骨・肩帯・前肢・胴椎骨・腰帯・大腿骨・尾椎骨がすべて存在するこの骨格化石は、日本で発掘された化石としては最も完成度の大きいものとなった。

### 新属新種の認定
北海道大学・穂別博物館・岡山理科大学・アメリカ合衆国のペロー自然科学博物館・筑波大学・モンゴル古生物学地学研究所 (Institute of Paleontology and Geology of Mongolian)・東京学芸大学らが共同研究したところ、他の恐竜とは異なる特徴が複数見られたことから、新種の可能性がより高まった。さらに研究を進めたところ、3つの固有の特徴と、13のユニークな特徴を併せ持っていることがわかり、したがって新属新種であることが認定された。
これらの研究成果はイギリス時間2019年9月5日（日本時間6日）にイギリスの科学雑誌である “Scientific Reports” に掲載された。奇しくもこの日はむかわ町にも大規模な被害を及ぼした北海道胆振東部地震からちょうど1年という日であった。

## 名称
北海道で発見されたことから学名には、先住民であるアイヌの言葉で「神」を意味する「カムイ」を含めた「カムイサウルス・ジャポニクス」と命名された。意味は「日本の竜の神（日本の神トカゲ）」としている。
「むかわ竜」の名称を巡っては争いも見られた。2018年に穂別出身者の会は、「むかわ竜」が合併で消滅した旧穂別町から産出したことを理由に、現むかわ町に因んで名づけられた「むかわ竜」を改名するよう主張した。5月には名称決定の過程の情報公開を求める公開質問状と改名を求める3029人分の署名を提出し、7月13日には通称名の使用停止の要請書を送付した。むかわ町長の竹中喜之は「むかわ竜」という通称を継続する方針を固めた。
また、むかわ町は2017年7月7日に「むかわ竜」という通称の商標登録を申請し、2018年11月30日付で文具・書籍・ファッション・食品など9分類での登録が完了した。商標登録された後も申請があれば無償利用が可能であったが、「むかわ竜」あるいは「カムイサウルス」の名称を使用した場合使用料を徴収するという条例が2020年10月16日に可決・試行された。

## 特徴
カムイサウルスは全長8メートル程度で、ハドロサウルス科恐竜の中では平均的な大きさであるが、他の属と比較して体が細い。また発見された「むかわ竜」は成体の個体であるが、他のハドロサウルス科恐竜の成体は相対的に頭骨が長く伸びる一方、「むかわ竜」の頭骨は比較的高い。
頭頂骨はブラキロフォサウルスのものに類似しており、頭頂部には平たい鶏冠が存在した可能性がある。頸部は13個の頸椎から構成されている。その後方に並ぶ胴椎は第6胴椎と第12胴椎の神経棘が前傾しており、これはカムイサウルス独自の特徴である。肩甲骨は後ろに向かって単調に幅が狭くなっており、ハドロサウルス亜科の特徴を示す。上腕骨をはじめとする前肢はハドロサウルス科恐竜の中では細い部類に入る。上腕骨周囲長が25センチメートル、大腿骨周囲長が45センチメートルであることから、カムイサウルスが四足歩行をしていた場合の体重は5.3トンと推定される。脛骨断面に見られる成長停止線が9本確認されたことから、既に成長過程で消失した停止線を加味し、「むかわ竜」死亡時の年齢は12,3歳と推定される。停止線の間隔から3,4歳で急成長し、7,8歳で成長速度が低下したことが読み取られている。

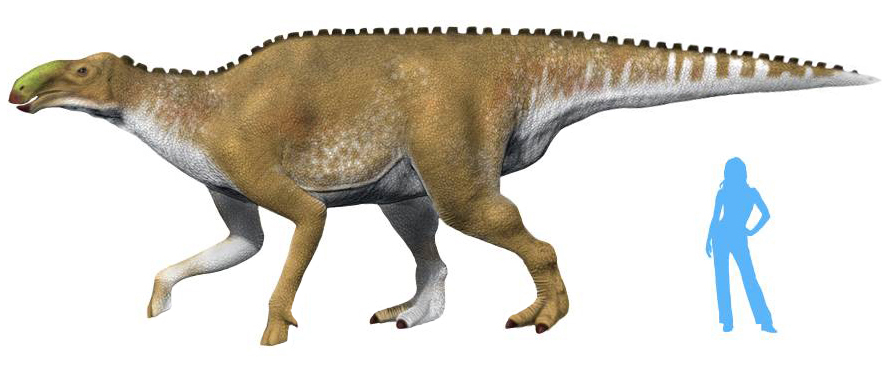
復元図
人とのスケール比較

## 展示
2019年に東京都の国立科学博物館で開催された恐竜博2019において、「むかわ竜」はデイノケイルスと並んで目玉展示として扱われた。恐竜博2019は7月13日から10月14日まで開催され、その間に学名カムイサウルス・ジャポニクス（Kamuysaurs japonicus）が命名された。恐竜博2019が閉幕しカムイサウルスが穂別に返還されると、同年11月3日と4日に穂別町民センターでカムイサウルスの返還を記念するイベントが開催され、レプリカが展示された。
2020年1月17日には北海道庁にてレプリカが展示された。同年6月20日からは北海道博物館でカムイサウルスの他にティラノサウルスやトリケラトプスの全身骨格を展示する恐竜展2020が開催予定であったが、新型コロナウイルス感染症の世界的流行を受けて中止された。中止となった恐竜展2020の代わりに翌年2月から3月に同館で開催された企画展「北海道の恐竜」では実骨とレプリカの両方が展示された。同展は感染対策のため人数制限を設けた完全予約制が採用され、また展示の様子はオンラインで閲覧が可能とされた。
2021年3月には660万円の事業費を投じ、実物の約五分の一程度の大きさである、全長155センチメートル高さ65センチメートルのミニレプリカが完成した。分解や組み立ておよび持ち運びが従来の実物大レプリカと比べ容易であることから、教育活動やイベントでの利用が見込まれている。
2025年3月22日より、NHK札幌放送局にてカムイサウルスの全身復元骨格を展示された。

## メディア露出
カムイサウルスはNHKの製作する恐竜番組でも特集が組まれたほか、カムイサウルスを主題とする書籍も土屋健により複数執筆された。
テレビ番組
- NHKスペシャル『世紀の発見!日本の巨大恐竜』（2017年5月7日）[26]
- 『これが恐竜王国ニッポンだ!』（2018年8月29日）[26]
- 『8Kで完全再現!これが恐竜王国ニッポンだ!』（2019年3月10日）[26]
- 天才てれびくんYOU（2019年7月3日）[27]
- ダーウィンが来た!『発見続々!日本は恐竜王国だった』（2019年7月7日）[27]

書籍
- 『ザ・パーフェクト 日本初の恐竜全身骨格発掘記』（2016年、ISBN 978-4416616369）
- 『漫画 むかわ竜発掘記』（2019年、ISBN 978-4416519455）